# Leucostrophus alterhirundo
Leucostrophus alterhirundo is een vlinder uit de familie van de pijlstaarten (Sphingidae). De wetenschappelijke naam van de soort werd in 1871 gepubliceerd door Carl Eduard Adolph Gerstaecker.